# Buckhurst Hill
Buckhurst Hill är en stad och en civil parish i Epping Forest i Essex i England. Orten har 10 738 invånare (2001).